# Coccobius lucaris
Coccobius lucaris är en stekelart som beskrevs av Prinsloo 1995. Coccobius lucaris ingår i släktet Coccobius och familjen växtlussteklar. Inga underarter finns listade i Catalogue of Life.